# Ramsay Muir
John Ramsay Bryce Muir, född den 30 september 1872 i  Otterburn, Northumberland, död den 4 maj 1941 i Pinner, Middlesex, var en engelsk historiker.
Muir var 1900–1906 docent och 1906–1913 professor i nyare tidens historia i Liverpool samt 1913–1921 professor i Manchester. Av hans skrifter kan nämnas History of Liverpool (1907), Making of British India (1915), Nationalism and internationalism (1916; "Nationalism och internationalism", 1917), National selfgovernment (1918), History of the british commonwealth I (1920) och Liberalism and industry (samma år; utdrag i svensköversättning, "Liberalismens grundsatser", 1921).